# Draft d'expansion 2002 de la NFL
Vous lisez un « bon article » labellisé en 2018.
1999
La draft d'expansion 2002 de la NFL, ou repêchage d'expansion 2002 de la NFL, est une procédure de la National Football League (NFL) dans laquelle une nouvelle franchise, nommée les Texans de Houston, choisit ses premiers joueurs. L'événement se déroule à Houston le 18 février 2002, après la fin de la saison 2001 et en amont de la draft 2002 de la NFL dans laquelle le club détient le premier choix. La 32e franchise de la NFL a la possibilité de recruter les joueurs que les autres équipes n'ont pas protégés dans la limite de 38 % du plafond salarial de 2002. Un total de 155 joueurs sont disponibles à la sélection, la plupart d'entre eux ont une faible valeur dans la ligue, un contrat onéreux ou des problèmes de blessure.
Animés par la volonté de construire une ligne offensive de qualité pour leur avenir quarterback, les Texans sélectionnent Tony Boselli avec le premier choix de la draft d'expansion. L'ancien offensive tackle gauche vedette des Jaguars de Jacksonville, distingué par cinq apparitions au Pro Bowl, a le potentiel d'être l'un des meilleurs protecteurs de la ligue. Contraint par les blessures à rester sur la touche, il ne joue jamais sous le maillot des Texans. Le deuxième choix, Ryan Young, n'apporte guère plus à la ligne offensive. Malgré ces deux échecs marquants, la franchise ajoute à son effectif plusieurs cadres défensifs de qualité comme Aaron Glenn, Gary Walker et Jamie Sharper qui embellissent le bilan mitigé des Texans.

## Contexte
En 1996, les Browns de Cleveland déménagent de façon controversée à Baltimore dans le Maryland pour devenir les Ravens de Baltimore. Dans le cadre de l'arrangement entre la National Football League (NFL), la ville de Cleveland et l'équipe, la ligue promet de créer à Cleveland une franchise dans les trois années à venir, qui serait la 31e de la NFL,,. Pour faciliter l'organisation de la compétition, la ligue envisage de créer une franchise dite « d'expansion » pour faire passer leur nombre à 32 unités. Houston est l'une des villes favorites pour accueillir cette franchise supplémentaire. Quelques mois auparavant, l'homme d'affaires Bud Adams a réussi à délocaliser la franchise historique de football américain de la ville, les Oilers de Houston, à Nashville où elle a été rebaptisée Titans du Tennessee,,. Les autres villes pressenties sont Toronto au Canada et Los Angeles qui a perdu les Rams de Los Angeles, partis à Saint-Louis, et les Raiders de Los Angeles, partis à Oakland, en 1995.

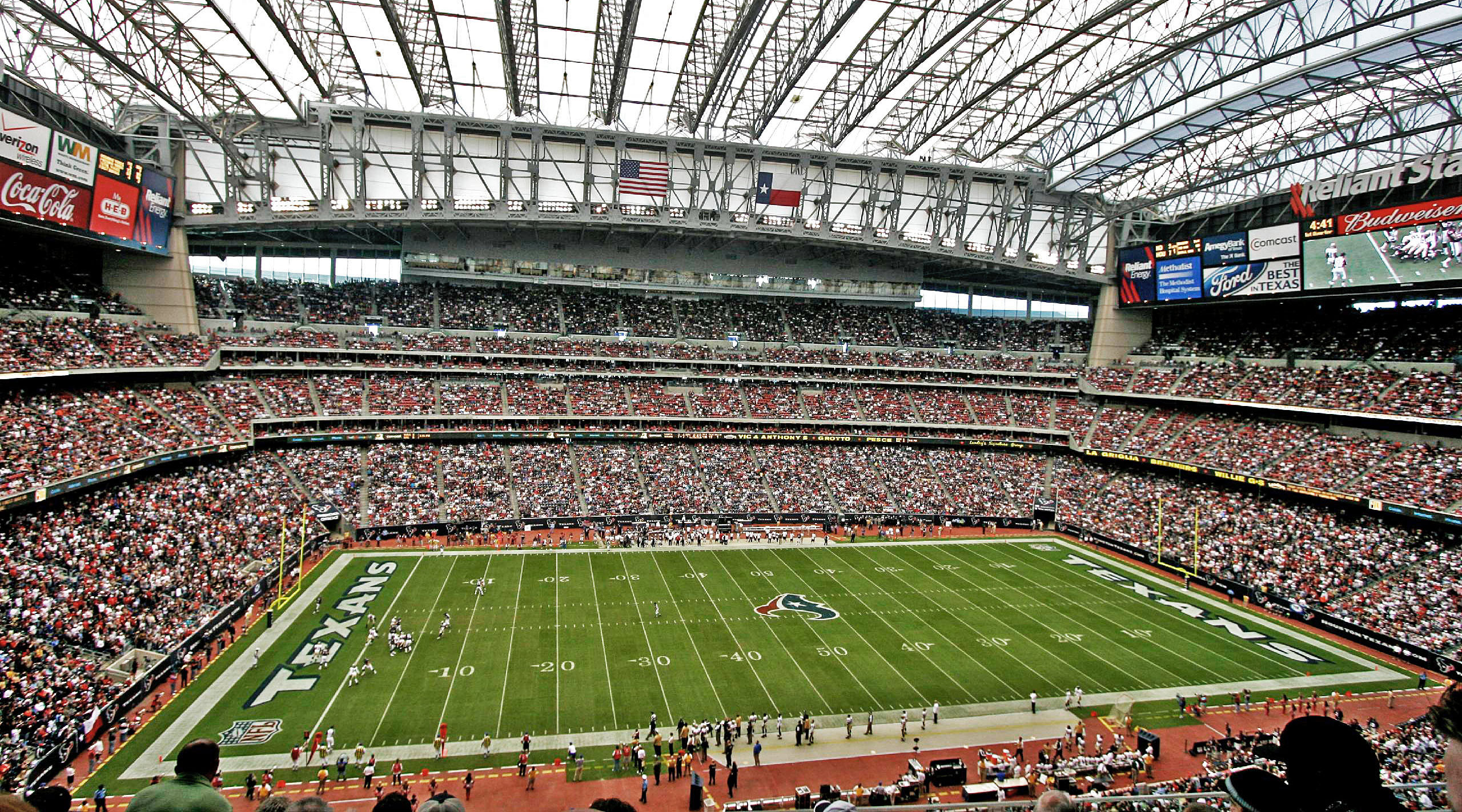
Pour obtenir une franchise NFL, le Reliant Stadium est construit et devient l'enceinte des Texans de Houston.

Après avoir échoué en 1997 à obtenir une équipe de hockey sur glace liée à la Ligue nationale de hockey (LNH) dans la ville de Houston, Bob McNair décide de se joindre au projet de création de franchise NFL à Houston. Il fonde l'entreprise Houston NFL Holdings avec son partenaire Steve Patterson. En association avec l'entreprise de divertissement Houston Livestock Show and Rodeo, ils planifient la construction d'un stade couvert dont le coût de construction est estimé à 310 millions de dollars afin de convaincre la NFL,,. La ville de Houston promet une aide de financement public à hauteur de 195 milions de dollars pour la construction du bâtiment. En opposition au projet soutenu par McNair, deux projets de franchise à Los Angeles sont proposés à la ligue, l'un mené par Michael Ovitz et l'autre par Eli Broad.
Le 6 octobre 1999 à Atlanta, les propriétaires de la NFL votent à l'unanimité l'autorisation de création d'une 32e franchise. Le vote des propriétaires tend ensuite à 29 votes à 2 en faveur du projet de Houston,. L'argument financier a fait pencher la balance en faveur de Bob McNair. Le projet de l'homme d'affaires comprend des frais d'expansion d'un montant de 700 millions de dollars, bien au-delà de ce que peuvent proposer ses concurrents,. En contrepartie de ses investissements financiers, la NFL garantit l'organisation d'un des Super Bowls suivants — le Super Bowl XXXVIII de la saison 2003 — à la ville de Houston,. Afin de permettre aux Texans de devenir rapidement compétitifs avec les équipes existantes, la ligue leur accorde le premier choix dans la draft 2002 de la NFL et leur donne la possibilité de sélectionner des joueurs dans les autres équipes existantes lors d'une draft d'expansion organisée également en 2002.
Dans les premiers mois d’existence de la franchise, Bob McNair nomme Charley Casserly en tant que manager général de la nouvelle équipe de Houston. Ancien manager général des Redskins de Washington, il a démissionné de son poste après avoir négocié son départ avec la nouvelle direction des Redskins en juillet 1999,. Casserly emmène avec lui plusieurs recruteurs et l'entraîneur physique historique de Washington. Sa première tâche est le recrutement d'un entraîneur principal. Il choisit Dom Capers, ancien entraîneur des Panthers de la Caroline qui a connu une draft d'expansion et des débuts réussis avec cette équipe en 1995,. Capers signe en janvier 2001 un contrat de six ans, presque deux ans avant le premier match de saison régulière de la franchise.

## Description et règles
La draft d'expansion est organisée le lundi 18 février 2002 dans le centre de congrès George R. Brown de Houston. Diffusée en direct à la télévision aux États-Unis sur la chaîne ESPN, son format est inhabituel. C'est seulement la troisième draft d'expansion de la NFL depuis l'instauration du plafond salarial dans la ligue en 1994. En 1995, les Jaguars de Jacksonville et les Panthers de la Caroline ont sélectionné leurs joueurs lors d'une draft commune suivis en 1999 par les Browns de Cleveland avec une draft d'expansion pour reconstruire leur effectif jouant désormais à Baltimore. Les règles de la draft d'expansion de 1995 étaient tellement favorables que les deux équipes ont connu un succès immédiat qui a levé de nombreux plaintes d'équipes, obligeant la NFL à revoir les règles des drafts d'expansion pour 1999 et au-delà,.
Pour cette draft d'expansion de 2002, tenue un mois avant la draft régulière, les 31 franchises existantes doivent chacune rendre disponibles à la sélection cinq joueurs, formant une liste de 155 joueurs dans laquelle les Texans peuvent effectuer leurs sélections,,. Les équipes existantes placent de nombreux joueurs réputés sur leur liste afin de réduire par l'occasion leur masse salariale qui parfois dépasse le maximum autorisé. Les Texans sont cependant tenus de respecter les contrats existants de ces joueurs en cas de sélection, y compris tous les bonus futurs et les primes de signature,. Si 25 joueurs ayant déjà été sélectionnés au Pro Bowl ont été mis à disposition des Texans, la plupart le sont du fait du problème financier qu'ils posent à leur franchise par rapport au plafond salarial comme Willie McGinest chez les Patriots de la Nouvelle-Angleterre.
Les Texans peuvent sélectionner entre 30 et 42 joueurs dans la limite de 38 % du plafond salarial de 2002, l'équivalent de 27,24 millions de dollars en contrats,,,, ce qui correspond au montant plancher qu'un propriétaire doit dépenser selon les règles du plafond salarial. Après la sélection d'un joueur par les Texans, la franchise concernée a le droit de retirer un joueur de sa liste restante,. Si un deuxième joueur est sélectionné, la franchise peut alors retirer ses joueurs restants,. Cela impose aux Texans d'effectuer une sélection brassée dans les autres franchises et de ne pas tout puiser dans le même effectif. Pour autant, les franchises ne sont pas tenues de retirer les joueurs de leur liste, ce qui aura un effet important pour les Jaguars de Jacksonville et les Jets de New York qui se séparent alors de trois de leurs joueurs. Pour éviter toute manipulation, les Texans sont interdits de sélectionner un joueur d'une franchise puis de négocier un échange pour que ce joueur retourne dans son équipe d'origine,.
Les franchises ne sont pas autorisées à mettre des punteurs ou des kickers sur leur liste, ni aucun joueur de leur équipe de 2001 qui serait devenu un agent libre sans restriction en 2002. Ils ne peuvent pas non plus lister des joueurs qui ont été considérés comme blessés (injury reserve) au cours du camp d'entraînement de la présaison 2001. Leur liste ne doit aussi comprendre qu'un seul joueur avec une expérience de plus de dix années.

## Préparation et analyse des Texans
Le poste de quarterback se révèle également d'une importance primordiale pour les Texans de Houston ; propriétaires du premier choix de la draft 2002 de la NFL, ils ont l'opportunité de recruter le meilleur jeune talent universitaire. Ce choix est acté de longue date par la franchise comme le futur quarterback vedette de la nouvelle équipe — David Carr sera choisi. La franchise remplit quelques emplacements de son effectif en signant plusieurs agents libres — comme le quarterback Mike Quinn et l'offensive lineman Steve McKinney (en) — en amont de la draft d'expansion.
Les Texans de Houston évaluent leurs options à la draft d'expansion en fonction des joueurs disponibles sur le marché des agents libres qui ouvre le 1er mars 2002. Ils jugent ce marché comme « faible » et « plus maigre groupe de joueurs libres de l'histoire ». Outre la position de quarterback, les Texans estiment que les positions dans la ligne offensive, dans la ligne défensive et au poste de cornerback sont les plus difficiles à compléter dans ce marché des transferts et souhaite utiliser les choix de la draft d'expansion afin de trouver des titulaires à ces postes,. Le manager général des Texans de Houston, Charley Casserly, et son entraîneur-principal, Dom Capers, souhaitent limiter le nombre de recrues qui ont plus de 30 ans. Même si le nombre de joueurs disponibles est important, les attentes des dirigeants de la franchise ne sont pas élevées.

« Il n'est pas réaliste de penser que vous pussiez obtenir grand chose d'une draft d'expansion. Nous avons étudié les équipes, réalisé des listes potentielles et nous avons même réalisé une simulation de draft d'expansion. Mais une grande partie de notre stratégie ne peut être déterminée avant que nous ayons les listes. Les équipes mettent sur ces listes des joueurs qu'elles pensent sur le déclin. »

— Charley Casserly, janvier 2002,.
En amont de la draft d'expansion, Charley Casserly fait venir une vingtaine de joueurs à Houston pour passer des examens médicaux. Il indique que les joueurs qui ont réussi ces examens sont des candidats sérieux mais ne limite pas sa sélection à ces joueurs.

## Sélections
Avec le premier choix de la draft d'expansion 2002 de la NFL, les Texans de Houston sélectionnent Tony Boselli, l'offensive tackle gauche vedette des Jaguars de Jacksonville. Il a signé l'un des contrats les plus onéreux pour son poste, 7,5 millions de dollars, en 2002. Annoncé par Bob McNair, le choix de Boselli est validé par le propriétaire de la franchise. Rassuré par deux médecins sur la santé du joueur, le manager général des Texans Charley Casserly fait de Boselli l'image de la franchise. Le joueur de ligne offensive sort d'opérations aux deux épaules et doit se faire opérer deux nouvelles fois à l'épaule gauche dans les semaines qui suivent sa sélection.
Les Texans enchaînent avec la sélection de Ryan Young, offensive tackle droit de 25 ans dont le contrat peu onéreux en fait l'une des options les plus intéressantes de la franchise,. Alors que la majorité des joueurs de la liste sont sur le déclin, les Jets de New York ont surpris en offrant la possibilité aux Texans de sélectionner Young. Il a été suspecté que le joueur soit dans un accord avec les Jets et les Texans en échange de la sélection de joueurs permettant aux Jets de libérer des contrats onéreux de leur masse salariale bien que cela ait été nié,,. Houston enchaîne avec Aaron Glenn, cornerback rendu disponible par les Jets du fait de son important salaire à 8,013 millions de dollars pour 2002,. Il est attendu qu'il accepte un nouveau contrat de trois saisons pour baisser le montant de son salaire annuel. Quelques sélections plus tard, les Texans ajoutent un second cornerback des Jets au salaire important en la personne de Marcus Coleman,. Le joueur possède une maison en Floride où il retourne après chaque rencontre de la saison 2001. Il a reçu plusieurs amendes de la part de l'équipe pour être rentré à New York en retard pour l'entraînement le mercredi suivant. Son manque de motivation avec les Jets l'a rendu disponible. Alors que les règles autorisent les Jets de New York à le retirer de la liste des joueurs disponibles, la franchise ne le fait pas, perdant de ce fait trois titulaires défensifs de la saison précédente,.
Avec leur quatrième choix, les Texans de Houston recrutent Gary Walker. L'entraîneur principal des Texans Dom Capers est l'ancien coordinateur défensif des Jaguars de Jacksonville et il connait donc bien Walker, vétéran de la défense des Jaguars. Le joueur vient d'être sélectionné au Pro Bowl pour la première fois de sa carrière. Walker a commencé sa carrière à Houston sous le maillot des Oilers dans le difficile contexte de déménagement à Nashville.
En cinquième et sixième choix, la franchise de Houston recrute Jamie Sharper et Jermaine Lewis, deux joueurs des Ravens de Baltimore. Sharper a remporté une bague de Super Bowl avec les Ravens et est immédiatement un meneur de défense avec son nombre de plaquages. Son coéquipier Lewis remplit deux positions avec les Texans : il est à la fois une option comme receveur et le principal spécialiste de retour de coups de pied où il se distingue par son explosivité. Comme les Jets, les Jaguars de Jacksonville laissent leurs joueurs disponibles sur la liste, permettant aux Texans de sélectionner Seth Payne en huitième position. Houston a choisi ses huit premiers joueurs dans seulement trois effectifs : ceux des Jets de New York, des Jaguars de Jacksonville et des Ravens de Baltimore.
Les Texans complètent ensuite leur ligne offensive avec les offensive guards Matt Campbell (en) des Redskins de Washington et Jeremy McKinney (en) des Browns de Cleveland, puis Ryan Schau (en), l'offensive tackle des Eagles de Philadelphie. Ils recrutent le spécialiste des retours de coup de pied des Seahawks de Seattle Charlie Rogers, validant le risque pris par Seattle de laisser le joueur des équipes spéciales disponibles. En fin de draft, la nouvelle franchise choisit d'accueillir Danny Wuerffel, quarterback remplaçant des Bears de Chicago qui a de l'expérience dans la ligue. David Carr est considéré comme le futur quarterback des Texans, bien que le choix ne soit pas officialisé avant le 20 avril.
Pour Len Pasquarelli, cette draft est le groupe de joueurs le plus talentueux d'une draft d'expansion. Plusieurs analystes suggèrent que l'équipe peut remporter un titre de division dès sa première saison. Pasquarelli note néanmoins le manque de défenseurs pour mettre de la pression sur le quarterback adverse. L'entraîneur Dom Capers est lui plus critique sur la draft et fait la comparaison avec sa précédente expérience avec les Panthers : « Je sais qu'il n'y avait pas le calibre des joueurs que nous avions sélectionné avec les huit premiers choix disponibles lors de ma dernière draft d'expansion »,.
| Sélection | Joueur               | Position         | Équipe d'origine                   | Salaire annuel d'origine |
| --------- | -------------------- | ---------------- | ---------------------------------- | ------------------------ |
| 1         | Tony Boselli ^°      | Offensive tackle | Jaguars de Jacksonville            | 6 883 332 $              |
| 2         | Ryan Young           | Offensive tackle | Jets de New York                   | 563 000 $                |
| 3         | Aaron Glenn ^        | Cornerback       | Jets de New York                   | 8 013 177 $              |
| 4         | Gary Walker ^        | Defensive tackle | Jaguars de Jacksonville            | 5 250 000 $              |
| 5         | Jamie Sharper        | Linebacker       | Ravens de Baltimore                | 2 875 000 $              |
| 6         | Jermaine Lewis ^     | Wide receiver    | Ravens de Baltimore                | 4 289 333 $              |
| 7         | Marcus Coleman       | Cornerback       | Jets de New York                   | 5 480 750 $              |
| 8         | Seth Payne           | Defensive tackle | Jaguars de Jacksonville            | 2 775 000 $              |
| 9         | Matt Campbell (en)   | Offensive guard  | Redskins de Washington             | 875 000 $                |
| 10        | Matt Stevens (en)    | Safety           | Patriots de la Nouvelle-Angleterre | 565 000 $                |
| 11        | Jeremy McKinney (en) | Offensive guard  | Browns de Cleveland                | 405 760 $                |
| 12        | Ryan Schau (en)      | Offensive tackle | Eagles de Philadelphie             | 563 000 $                |
| 13        | Charlie Rogers       | Kick returner    | Seahawks de Seattle                | 563 000 $                |
| 14        | Sean McDermott (en)  | Tight end        | Buccaneers de Tampa Bay            | 300 000 $                |
| 15        | Jabari Issa (en)     | Defensive end    | Cardinals de l'Arizona             | 397 666 $                |
| 16        | Avion Black (en)     | Wide receiver    | Bills de Buffalo                   | 460 000 $                |
| 17        | Danny Wuerffel       | Quarterback      | Bears de Chicago                   | 555 760 $                |
| 18        | Brian Allen (en)     | Linebacker       | Rams de Saint-Louis                | 452 000 $                |
| 19        | Johnny Huggins (en)  | Tight end        | Cowboys de Dallas                  | 300 000 $                |

Légende 
- ° : Intronisé au Pro Football Hall of Fame
- ^ : Signale un joueur ayant participé à au moins un Pro Bowl.

## Portée de la draft
Malgré ce moyen permettant à la franchise des Texans de Houston de se mettre à niveau avec les autres franchises, les premières saisons sont difficiles. Les résultats ne commencent à s'améliorer qu'avec l'arrivée de l'entraîneur-chef Gary Kubiak en 2006 et ce n'est finalement qu'avec l'arrivée du coordinateur défensif Wade Phillips que la franchise gagne son premier titre dans l'AFC South, c'est-à-dire qu'elle est la meilleure équipe dans un groupe composée des Colts d'Indianapolis, des Jaguars de Jacksonville, des Titans du Tennessee et d'elle-même.
La draft d'expansion des Texans de Houston de 2002 reste comme un exemple de la difficulté de construire une équipe de football américain à partir de pièces détachées et de mauvais contrats. Premier joueur sélectionné, Tony Boselli est logiquement le joueur le plus réputé puisqu'il compte cinq apparitions au Pro Bowl. Premier choix de draft de l'histoire des Jaguars de Jacksonville, avec le deuxième choix de la draft 1995, la vedette a une saison minée par les blessures avec les Texans. Dans l'incapacité de jouer un match officiel avec sa nouvelle équipe, il prend sa retraite dès l'année suivante sans avoir joué pour Houston. Le deuxième choix Ryan Young ne répond pas aux attentes et souffre également d'une blessure qui lui fait manquer six rencontres. Après une unique saison sous le maillot des Texans, il devient agent libre et part aux Cowboys de Dallas.
Certains joueurs s'illustreront comme Aaron Glenn et Gary Walker, tous deux sélectionnés au Pro Bowl en 2002, ou l'ancien linebacker des Ravens de Baltimore Jamie Sharper, ancien vainqueur du Super Bowl XXXV lors de la saison 2000, qui multiplie les plaquages. Marcus Coleman devient un joueur important de la défense de Houston, réussissant 11 interceptions en quatre saisons avec les Texans. Ces quatre joueurs deviennent des titulaires en défense pour les saisons suivant la draft d'expansion de 2002.
Dans leurs premières saisons en NFL, les Texans connaissent des difficultés à faire les bons choix. Lors de la draft régulière 2002, ils ne sont également pas les plus efficaces : sélectionné en première position, le quarterback David Carr est l'une des pires décisions de l'histoire de la franchise,. Il quitte finalement l'équipe en 2006 à la suite de l'arrivée de Matt Schaub. Le deuxième choix, le wide receiver Jabar Gaffney (en), quitte lui aussi l'équipe une année plus tôt.
Pour la première rencontre de leur histoire, en ouverture de la saison 2002, les Texans dominent les Cowboys de Dallas dans une rencontre hautement médiatisée appelée le « Super Bowl du Texas » par le commissaire de la NFL Paul Tagliabue, et attendue comme l'une des plus grandes rivalités de la ligue. Les Texans deviennent la deuxième équipe d'expansion après les Vikings du Minnesota à gagner leur première rencontre dans la ligue. La suite de la saison est moins favorable pour l'équipe de Houston qui enchaîne les défaites pour terminer avec un bilan de 4 victoires pour 12 défaites. D'après Football Outsiders, les Texans sont dans leur première saison, l'équipe avec le moins d'efficacité dans la ligue. Le site déclare également que les Texans montrent, cette année-là, la moins bonne attaque.